# ESH Médias
 (janvier 2022).
 (janvier 2022).
Si vous disposez d'ouvrages ou d'articles de référence ou si vous connaissez des sites web de qualité traitant du thème abordé ici, merci de compléter l'article en donnant les références utiles à sa vérifiabilité et en les liant à la section « Notes et références ».
ESH Médias est un groupe actif dans la presse régionale de Suisse romande, la publicité et le numérique.

## Historique
Le groupe a été fondé au début des années 2000 par Philippe Hersant, également président du groupe ainsi que personnage clé du groupe de presse français Groupe Hersant Média qui a été liquidé le 20 juin 2020. Le siège de la société ESH Editions Suisses Holding SA est situé à Neuchâtel.
À partir de 2001, le groupe fait l'acquisition ou rentre au capital de nombreux médias et journaux locaux suisses-romands.
En janvier 2024, ESH Médias annonce envisager le licenciement d'au plus 40 personnes au sein des différentes rédactions qu'elle possède. Ce sont finalement 27 personnes qui seront licenciées,. Selon les sociétés de rédactions du Nouvelliste, d'ArcInfo et de La Côte dans un communiqué commun, elles auraient négocié un plan d'indemnité presque doublé par rapport au plan proposé par la direction générale d'ESH Médias, mais qui ne resterait "en rien comparable à ce qu'on peut observer dans le secteur en de telles circonstances".

## Possessions
Le groupe est actionnaire majoritaire des journaux régionaux suivants : ArcInfo de Neuchâtel, Le Nouvelliste valaisan, le journal la Côte qui est présent dans le district de Morges et de Nyon dans le canton de Vaud. ESH Médias édite également le Journal de Cossonay, le Journal de Sierre et la Gazette de Martigny. Il participe à une dizaine de marques actives dans la communications et la publicité.
TV Léman Bleu, TVM3 et Radio Rhône SA (Rhône FM) font aussi parties des entreprises dont ESH Médias possède des actions.